# 义乌西站
义乌西站是沪昆铁路的一个车站，位于浙江省义乌市城西街道。车站建于2006年，由上海局集团金华车务段管辖。办理列车通过停靠作业，办理行包专列、整车、零担、集装箱发送到达等业务，不办理散堆装货物发送、到达业务，不办理客运业务。

## 历史
义乌地区的铁路货运原先主要由老义乌站的货场担当。2002年正值铁道部提出浙赣铁路电气化改造之际，经义乌市委、市政府建议和要求，铁路部门于2004年2月9日同意在浙赣铁路电气化改造中将义乌站迁出市区，并将货运站从义乌站分离出来，建设义乌新货站:302。
2006年6月16日，浙赣铁路电气化改造浙江段开通，义乌西站建成使用，当时开通时期，车站有正线2条，到发线6条，货物线7条，专用线6条，车站办理行包专列、整车、零担、集装箱发送到达等业务:307。
为了适应不断发展的物流市场，义乌西站近几年又进行不断的改造和扩大。2014年，在铁路局和义乌市政府的合作下，义乌西站改造建成了1条海关监管专用线、2条集装箱专用线，又新建了3条到发线。为进一步扩大运能，上海铁路局与义乌市政府已达成意向，将再投巨资，扩大义乌西站规模。
2015年12月，国家口岸管理办公室正式发文同意义乌铁路西站作为临时口岸对外开放，这标志着义乌铁路西站正式成为浙江省唯一的铁路临时对外开放口岸。2016年11月16日，义乌铁路口岸新海关监管场所启用。

## 车站结构

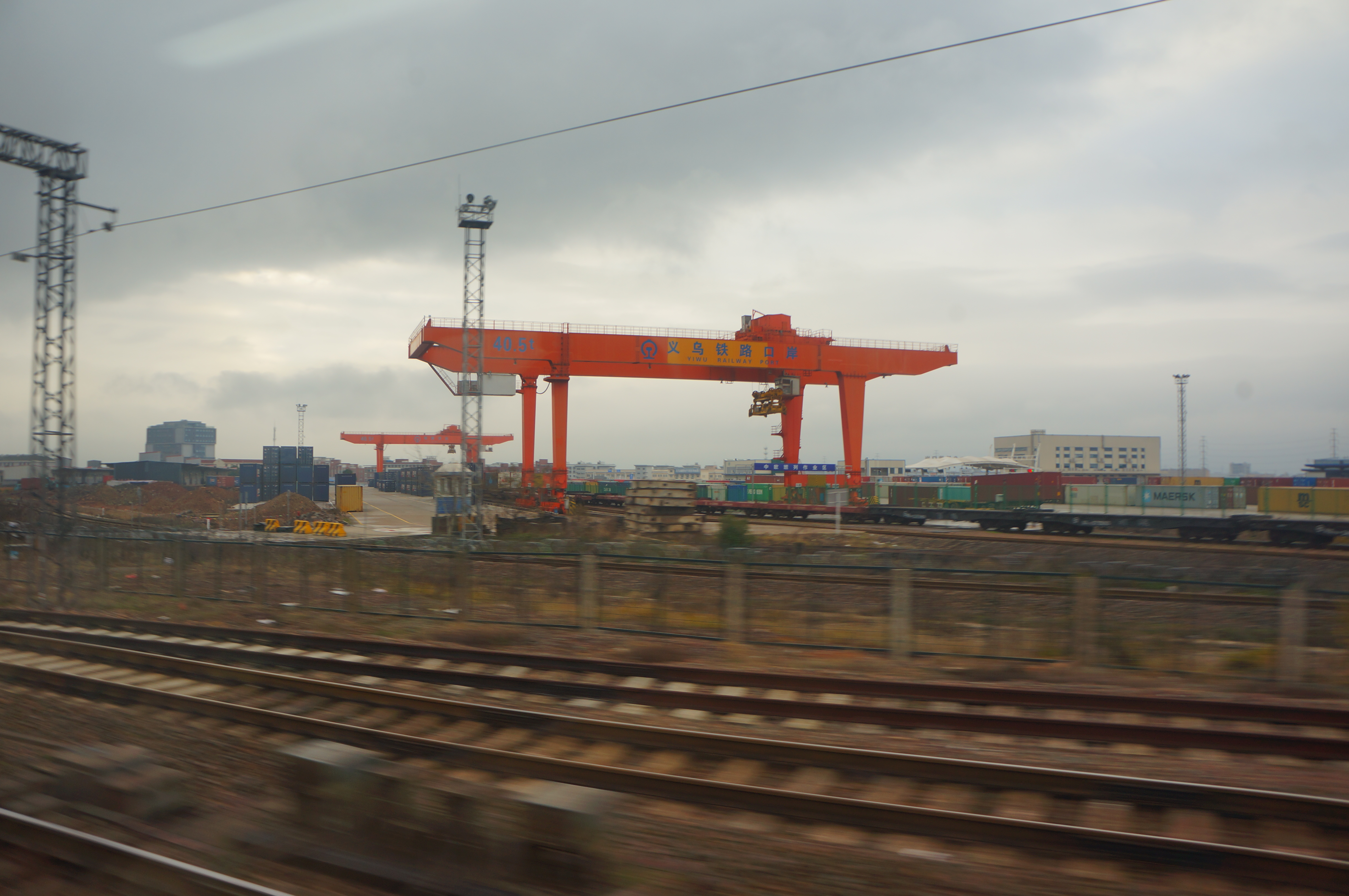
义乌铁路口岸货场

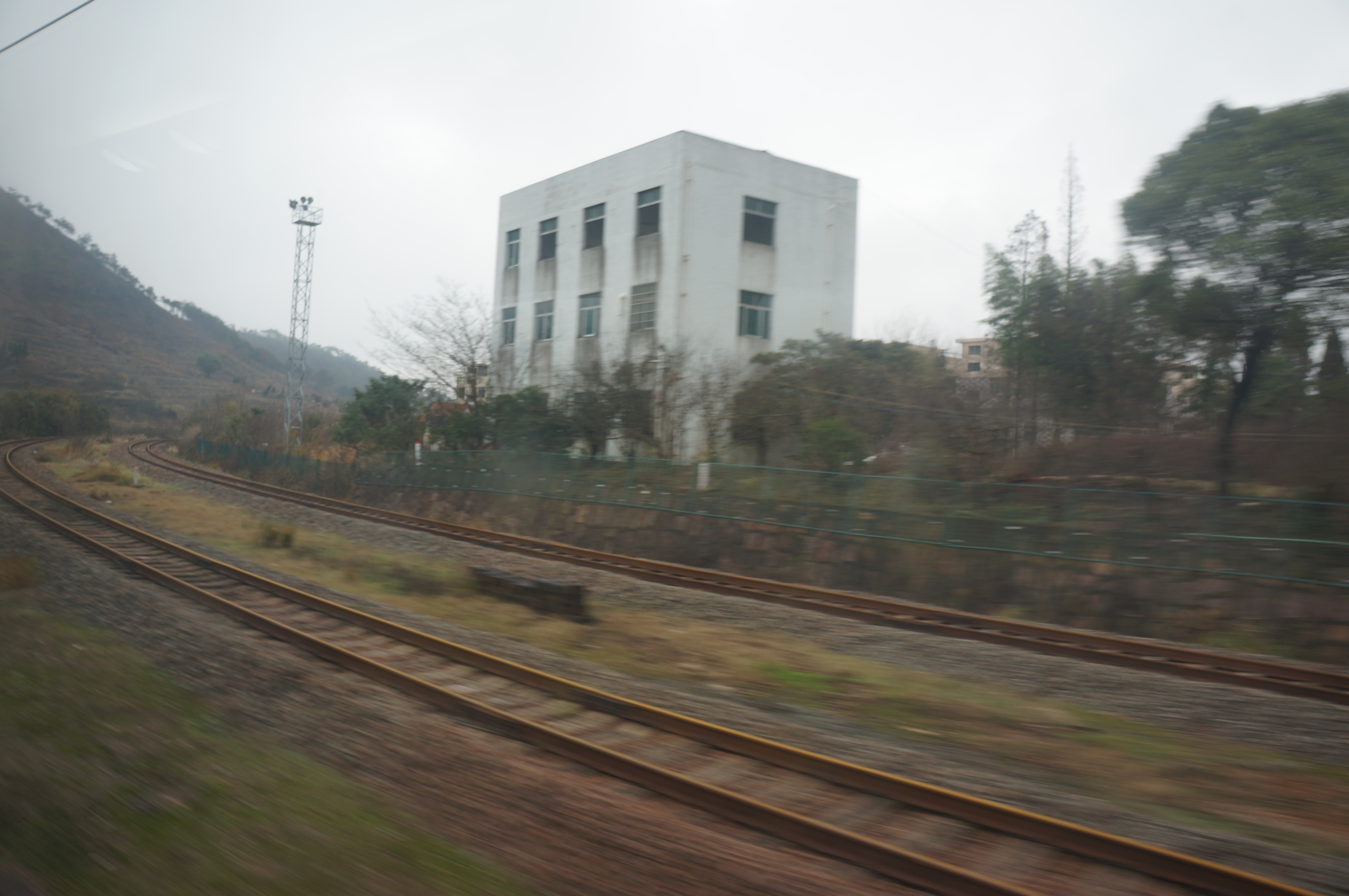
车站军地油库专用线

义乌西站设有到发线6条、货物线7条，其中集装箱线4条。
义乌西站设有通往义乌市供销总社、义乌市粮油储运公司、义乌市盐业公司、义乌铁丰化工、义乌市国有资产控股投资有限公司等单位的专用线，运送生资、粮油、食盐、化工、煤、集装箱等货品。2014年车站又新建了1条海关监管专用线和2条集装箱专用线，以加快货品清关。另外车站在上行方向设有通往军地（军队和地方）油库的专用线。其中专用线共用段长2093米，地方油库专用线通往中国石化义乌油库，去除共用段后的长度为948平方米；军用线从共用段分岔后总长2237平方米，包括2条货线和2条油线:307。

## 营运状况
义乌西站目前办理整车、集装箱、行包到发运输，并办理集装箱专列、五定班列、中铁快运行包专列的发送运输以及国际联运、长大、笨重货物运输。车站同时代办代理国际、内货物运输、装卸、搬运、仓储及寄存服务以及提供运输信息咨询服务。

### 义新欧班列
“义新欧”名称的由来于义乌——新疆——欧洲，于2014年1月20日首发。该货运列车从义乌出发，直奔新疆阿拉山口边境口岸，转关后沿土西铁路开往哈萨克斯坦的阿拉木图，再分拨至哈萨克斯坦、乌兹别克斯坦、吉尔吉斯斯坦、土库曼斯坦和塔吉克斯坦等国。2014年7月1日，“义新欧”正式纳入中国铁路总公司的中欧班列序列，目的地暂时为中亚五国，2017年起运行至伦敦巴金货运站。截止2019年1月，义乌西站始发的中欧班列开往西班牙、伊朗、阿富汗、俄罗斯、拉脱维亚、白俄罗斯、英国、捷克、中亚等9个方向。

### 其它
2009年，义乌西站开行始发往北仑站的集装箱海铁联运班列。义乌的进出口货物可直接在车站报关，并在北仑直接被换装至停泊在宁波舟山港的货轮。2017年车站又开行至宁波舟山港的马士基航运海铁周班专列。
2014年开行的长三角货物快运列车亦在义乌西站停靠办理行包装卸货业务。

## 接驳公交
| 编号 | 编号    | 线路         | 线路 | 线路         | 运营商   | 备注 |
| ---- | ------- | ------------ | ---- | ------------ | -------- | ---- |
|      | 326义乌 | 义乌火车西站 | ⇆    | 龙回枢纽     | 万方公交 |      |
|      | 327义乌 | 东河         | ⇆    | 江东公交站   | 万方公交 |      |
|      | 380义乌 | 城西工业园区 | ⇆    | 火车站       | 万方公交 |      |
|      | 383义乌 | 义乌火车西站 | ⇆    | 江东公交车站 | 万方公交 |      |